# 花沢山
花沢山（はなざわやま/はなざわさん）は静岡県静岡市駿河区小坂と焼津市花沢との境にある山。標高450メートル。

## 概要
焼津市北部の静岡市との境となる山岳地帯にある。この山塊は、古くから宇津ノ谷峠（蔦の細道を含む）や日本坂峠が知られ、志太平野と静岡平野の間に壁のように立ちはだかる東海道の難所であった。
花沢山は最も駿河湾に近い山で、山体の東側は海に張り出しており、大崩海岸と呼ばれる。西側は稜線となっていて満観峰まで続いており、途中に日本坂峠がある。また東海道線や東名高速道路などの日本坂トンネルはこの山の直下を走っている。
登山道からの眺望は良いが、頂上の展望はあまり良くない。日本坂峠に下れば、満観峰・丸子富士・朝鮮岩方面へのハイキングコースに入ることができる。

## アクセス
休憩時間等は含まれていない。
- 花沢の里→（33分）→日本坂峠→（20分）→花沢山[2]
- 日本坂PAバス停→（15分）→かんぽ入口桜トンネル→（5分）→ハイキングコース入口→（65分）→砂張屋孫右衛門の道標→（100分）→花沢山[3]